# Ceuthophilus agassizii
Ceuthophilus agassizii är en insektsart som först beskrevs av Scudder, S.H. 1861.  Ceuthophilus agassizii ingår i släktet Ceuthophilus och familjen grottvårtbitare. Inga underarter finns listade i Catalogue of Life.